# Sint-Elisabethkerk (Bratislava)
De Sint-Elisabethkerk, ook gekend als de Blauwe kerk is een kerkgebouw in Bratislava, de hoofdstad van Slowakije. De kerk werd gebouwd naar de plannen van Ödön Lechner in een stijl aangeduid als szecesszió, een soort Hongaarse jugendstil.
De kerk ligt in het oostelijk deel van de oude historische binnenstad van Bratislava. De kerk werd opgedragen aan de heilige Elisabeth van Thüringen die zelf opgroeide in het Kasteel van Bratislava.